# Beautiful Liar (EP de VIXX LR)
Beautiful Liar é o mini-álbum de estreia da primeira sub-unit oficial do boy group sul-coreano VIXX, VIXX LR. O EP foi lançado em 17 de agosto de 2015 sob a gravadora Jellyfish Entertainment.

## Fundo
Em 7 de agosto de 2015, a Jellyfish Entertainment lançou um trailer de vídeo no site oficial do VIXX após uma misteriosa contagem regressiva com uma silhueta do último álbum especial do VIXX, "Boys 'Record". Com o passar do tempo, os membros do VIXX desapareceram até que finalmente apenas Leo e Ravi foram deixados para trás, o que levou os fãs a especularem que isso significaria outro retorno para todos os seis membros. Um trailer de vídeo de VIXX LR foi então revelado. Depois de uma série de teasers de imagem e vídeo, VIXX LR foi confirmado pela Jellyfish Entertainment como a primeira sub-unit oficial do VIXX composta pelo rapper Ravi e o vocalista Leo. Após o lançamento do videoclipe no canal oficial da VIXX no YouTube, o EP foi lançado oficialmente em 17 de agosto de 2015.

## Composição
O EP consiste em cinco faixas e uma instrumental, todas escritas e compostas por Ravi ou Leo como a dupla de compositores do VIXX . A faixa-título do álbum, "Beautiful Liar", foi escrita por Ravi, Kim Ji-hyang e Rhymer e composta por Ravi e MELODESIGN com arranjos de ASSBRASS e Cho Yong-ho, Leo e Ravi forneceram os vocais para esta faixa como com a segunda faixa "Remember" que foi escrita inteiramente por Ravi e arranjada por Kiggen . A terceira faixa "Words to Say" ( hangul: 할 말  ); o solo de Leo foi escrito inteiramente por ele mesmo e arranjado por MELODESIGN. A quarta faixa "Ghost"; o solo de Ravi foi escrito inteiramente por ele e arranjado por ele e Cho Yong-ho. A quinta faixa "My Light" foi escrita por Leo e Ravi e composta por Leo e MELODESIGN com arranjos também de MELODESIGN, todos do VIXX forneceram os vocais para esta faixa.

## Vídeo de música
No videoclipe bastante simbólico e emocional de "Beautiful Liar", a história é sobre um homem; Leo e uma mulher se separando, na saída Leo recebe um convite de casamento de sua ex-namorada. Leo é mostrado com duas personalidades diferentes; a verdade e a mentira. A mentira sendo Leo que quer deixar sua ex-namorada ir e esquecê-la e a verdade sendo a manifestação física de Ravi que está tentando mantê-la sob controle, querendo e precisando que ela fique. Ao longo do videoclipe, a verdade (Ravi) e a mentira (Leo) estão em conflito um com o outro com suas emoções conflitantes, até que finalmente Leo vence Ravi e é deixado sozinho admitindo que ele é um mentiroso covarde.

## Promoção
O VIXX LR começou suas promoções com seu primeiro showcase para Beautiful Liar no Yes24 Muv Hall no Mapo-gu, Seul em 17 de agosto de 2015. A dupla então começou a promover e se apresentar a partir de 18 de agosto em vários programas musicais, incluindo The Show da SBS MTV, Music Bank da KBS, Show! Music Core da MBC, Inkigayo da SBS, M! Countdown da Mnet e Show Champion da MBC Music. Em 1 de setembro, o VIXX LR ganhou sua primeira vitória em um show musical desde sua estreia no The Show da SBS MTV com 9.464 dos votos, fazendo com que eles tenham a segunda maior pontuação de todos os tempos, atrás de seu grupo oficial VIXX com "Error". Em 4 de setembro de 2015, a VIXX LR encerrou seu ciclo promocional de três semanas para Beautiful Liar no Music Bank da KBS2 com uma apresentação goodbye stage. Em janeiro de 2016, foi anunciado que o VIXX LR realizou sua primeira turnê de showcase no Japão para Beautiful Liar.

### Showcase Tour
| Data                  | Local                             | Localização   | País          |
| --------------------- | --------------------------------- | ------------- | ------------- |
| 17 de agosto de 2015  | Yes24 Muv Hall                    | Mapo-gu, Seul | Coreia do Sul |
| 6 de janeiro de 2016  | Nagoya Diamond Hall               | Nagoya        | Japão         |
| 10 de janeiro de 2016 | Toyosu PIT                        | Tóquio        | Japão         |
| 15 de janeiro de 2016 | Osaka Business Park circular hall | Osaka         | Japão         |

## Lista de músicas
Os créditos são adaptados da página oficial do grupo.
| N.º            | Título                                     | Letras                   | Música          | Arranjo              | Duração |  |
| 1.             | "Beautiful Liar"                           | Ravi Kim Ji-hyang Rhymer | Ravi MELODESIGN | ASSBRASS Cho Yong-ho | 3:54    |  |
| 2.             | "Remember"                                 | Ravi                     | Ravi            | Kiggen               | 3:25    |  |
| 3.             | "Words to Say (할 말; Hal mal) (Leo Solo)" | Leo                      | Leo             | MELODESIGN           | 3:39    |  |
| 4.             | "Ghost (Ravi Solo)"                        | Ravi                     | Ravi            | Cho Yong-ho Ravi     | 3:17    |  |
| 5.             | "My Light (Song by VIXX)"                  | Leo Ravi                 | Leo MELODESIGN  | MELODESIGN           | 3:11    |  |
| 6.             | "Beautiful Liar (Inst.)"                   |                          |                 |                      | 3:54    |  |
| Duração total: | Duração total:                             | Duração total:           | Duração total:  | Duração total:       | 22:00   |  |

## Desempenho gráfico
| Gráfico                                   | Melhores posições nas paradas | Vendas         |
| ----------------------------------------- | ----------------------------- | -------------- |
| Coreia do Sul (Gaon Weekly albums chart)  | 2                             | - KOR: 138.267 |
| Coreia do Sul (Gaon Weekly singles chart) | 21                            | - KOR: 138.267 |
| US World (Weekly world albums chart)      | 2                             | - KOR: 138.267 |

## Prêmios e indicações

### Prêmios
| Ano  | Prêmio                  | Categoria                   | Recebedor        | Resultado |
| ---- | ----------------------- | --------------------------- | ---------------- | --------- |
| 2015 | Mnet Asian Music Awards | Best Collaboration          | "Beautiful Liar" | Indicado  |
| 2015 | Mnet Asian Music Awards | Song of the Year            | "Beautiful Liar" | Indicado  |
| 2015 | KMC Radio Awards        | Best Sub-unit/Collaboration | "Beautiful Liar" | Venceu    |
| 2015 | KMC Radio Awards        | Song of the Year            | "Beautiful Liar" | Indicado  |

### Prêmios do programa de música
| Canção           | Show de música | Data                  |
| ---------------- | -------------- | --------------------- |
| "Beautiful Liar" | The Show       | 1 de setembro de 2015 |

## Histórico de lançamento
| Região        | Data                 | Formato             | Rótulo                               |
| ------------- | -------------------- | ------------------- | ------------------------------------ |
| Coreia do Sul | 17 de agosto de 2015 | CD Digital download | Jellyfish Entertainment CJ E&M Music |
| No mundo todo | 17 de agosto de 2015 | Download digital    | Jellyfish Entertainment              |